# Chiesa dell'Esaltazione della Santa Croce (Pastrengo)
La chiesa dell'Esaltazione della Santa Croce, detta anche semplicemente chiesa della Santa Croce, è la parrocchiale di Pastrengo, in provincia e diocesi di Verona; fa parte del vicariato di Bussolengo.

## Storia

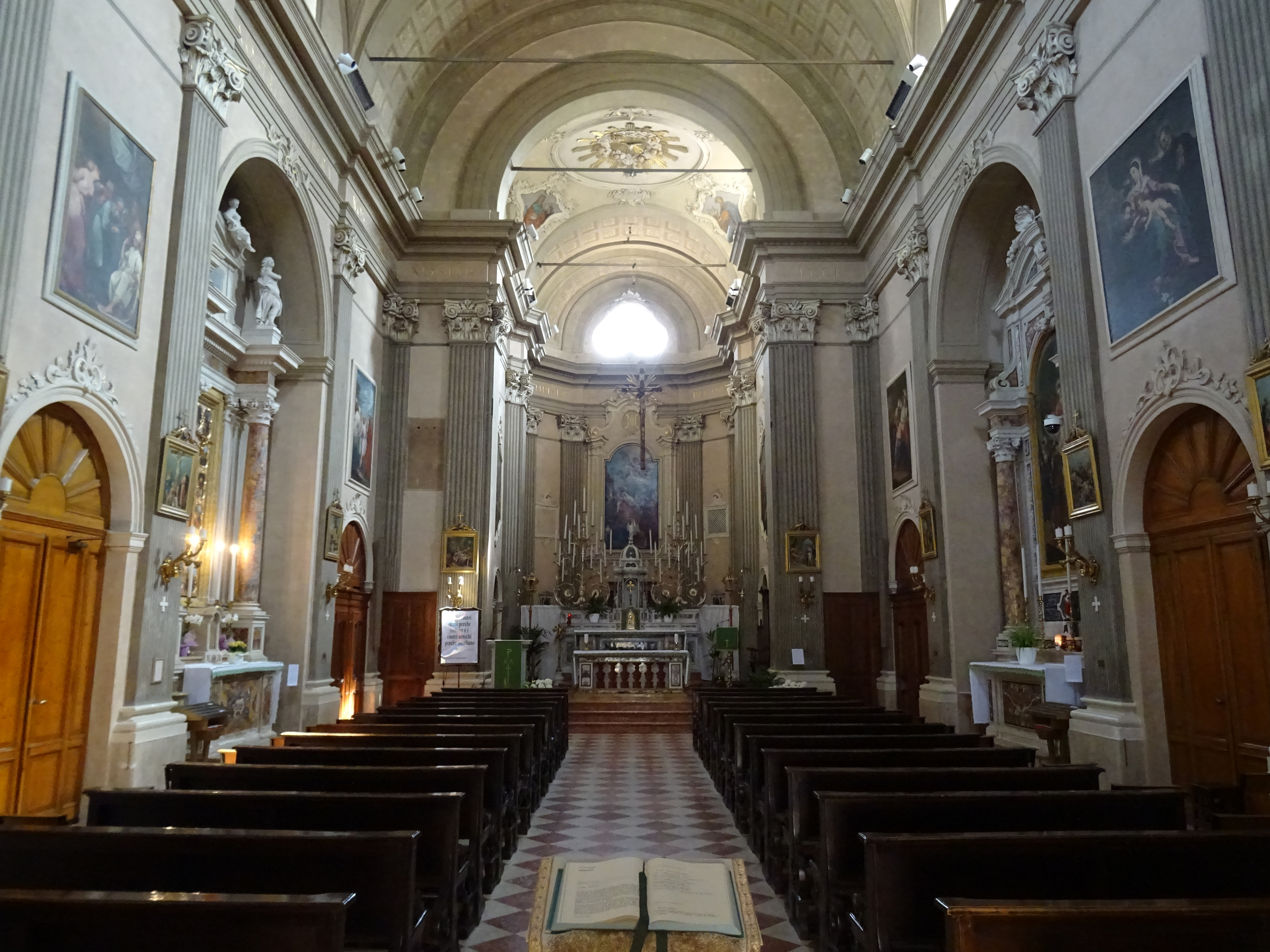
Interno

La primitiva cappella di Pastrengo sorse probabilmente tra i secoli XI e XII ed era originariamente filiale della pieve di Sandrà.
Tale chiesa venne eretta a parrocchiale nel 1588, affrancandosi così dalla pieve di Sandrà.
La cappella medievale fu demolita all'inizio del XVIII secolo per far posto all'attuale parrocchiale, la cui prima pietra venne posta nel 1711; il nuovo edificio fu portato a compimento nel 1757.
Il campanile, ultimato nel 1829, venne costruito a partire dalla struttura di quella cinquecentesco.
La torre subì un restauro nel 1969 grazie all'interessamento della Soprintendenza per i Beni Architettonici di Verona; il campanile venne nuovamente ristrutturato nel 1982 assieme alla facciata.
Tra il 2006 e il 2007 l'interno della chiesa fu risistemato e il 7 agosto 2012 la parrocchiale venne consacrata dal vescovo di Verona Giuseppe Zenti.

## Descrizione

### Esterno
La facciata della chiesa è a capanna ed è divisa da una cornice in due registri, entrambi scanditi da quattro paraste di ordine tuscanico; nell'ordine inferiore vi è il portale, in quello superiore, coronato dal timpano curvilineo, una finestra.

### Interno
L'interno è ad un'unica navata con volta a botte sulla quale si aprono quattro piccole cappella laterali ospitanti gli altari di Sant'Antonio, dei Santi Luigi e Carlo Borromeo, dei Misteri del Rosario e di San Gaetano Thiene. L'aula è chiusa dal presbiterio, caratterizzato da volta a vela, rialzato di tre gradini e a sua volta chiuso dall'abside poligonale.
Opere di pregio qui conservate sono la pala ritraente la Visione di Sant'Elena della Santa Croce trasportata dagli angeli, eseguita dal veronese Francesco Lorenzi, le tele raffiguranti Gesù Cristo e l'adultera, dipinta forse dal Lonardi Casta Susanna davanti ai giudici, l'Invenzione della Vera Croce, i Santi Luigi e Carlo che adorano Cristo morto, l'Apparizione della Croce a Costantino, risalente al 1726, la Madonna col Bambino accompagnata da San Gaetano, realizzata forse dal Boscarati, e la Vergine Maria col Bambino assieme ai Santi Giorgio, Giuseppe ed Antonio, anch'essa del Lorenzi.